# Parambu
Parambu este un oraș în statul Ceará (CE) din Brazilia.